# Sidney Smith
Sidney Smith (ur. 26 marca 1908, zm. 1990) – snookerzysta angielski, zaliczany do zawodowej czołówki światowej pod koniec lat 30.
Dwukrotnie przegrywał z wieloletnim mistrzem, Joe Davisem, finały mistrzostw świata w snookerze (1938, 1939). Obok Joe, jego brata Freda Davisa oraz Horace Lindruma był zaliczany do najlepszej czwórki graczy na świecie na przełomie lat 30. i 40.